# Matsushima, Miyagi
Matsushima (japanska: 松島町?, Matsushima-machi)) är en landskommun (köping) i Miyagi prefektur i Japan.  